# Orthosia cerasi
Orthosia cerasi  је врста ноћног лептира (мољца) из породице совица (лат. Noctuidae)

## Распрострањење и станиште
Врста је широко распрострањена у умереним подручјима Европе и Азије. Насељава шумовита станишта, подручја поред путева, паркове и баште са листопадном вегетацијом.

## Биљка хранитељка
Гусенице се хране полифагно, лишћем листопадног дрвећа попут букве (лат. Fagus sylvatica), врбе (лат. Salix spp.), храста (лат. Quercus spp.) и липе (лат. Tilia tomentosa). Младе гусенице се најпре хране младим листовима, благо их савијајући и слепљујући уз помоћ свилених нити. Гусенице у каснијим ступњевима хране се на отвореном листу, камуфлиране.

## Опис

### Животни циклус
Јаја се полажу на кору дрвета, у групама и вишеслојно. Беличаста су и имају смеђи врх и радијалне усеке. По излегању, гусенице су неспецифичног изгледа. Интегумент је светлозелен, благо провидан и маркиран белим линијама. Видљиве су и црне папилозне основе сета, како на интегументу тако и на главеној капсули. Након пресвлачења, добијају свој стални идентификациони карактер: попречни бело-жућкасти руб на осмом абдоминалном сегменту. Руб изгледа идентично оном на проторакалном штиту, и благо је задебљао. Уочљива је и релативно широка медиодорзална линија исте боје, која гусеници омогућава добро камуфлажу, нарочито уколико се гусеница позиционира близу лисног нерва. Најчешће се сусрећу од пролећа до јула. Лутка је глатка и тамно смеђа, и врста презимљава у овом стадијуму. 

### Одрасле јединке
Адулти лете у пролећним месецима, и привлачи их нектар и бештачко осветљење. Веома су варијабилни, генерално светло смеђих предњих крила, на којима су по две бледе, разливене маркације.  Руб предњих крила оивичен је црним тачкама.